# Římskokatolická farnost Kněžmost
Římskokatolická farnost Kněžmost je církevní správní jednotka sdružující římské katolíky na území obce Kněžmost a v jejím okolí. Organizačně spadá do turnovského vikariátu, který je jedním z 10 vikariátů litoměřické diecéze.

## Historie farnosti
Do roku 1687 území farnosti spadalo pod farnost Bakov. V letech 1687–1865 bylo toto území součástí farnosti Boseň. Matriky jsou v místě vedeny od roku 1849. Samostatná farnost byla v místě kanonicky zřízena v roce 1865.

### Duchovní správcové vedoucí farnost
Začátek působnosti jmenovaného v duchovní správě farnosti od:
- 1850   cap. exp. Jos. Cžerwinka, n. 21. 3. 1808 Nymburk, o. 28. 9. 1832
- 1851   cap. exp. Wenc. Paulišta, n. 25. 5. 1806 Žehrov., o. 28. 9. 1832
- 1866   proto-par. (1. farář) Wenc. Paulišta, n. 25. 5. 1806 Žehrov., o. 28. 9. 1832
- 1872   par. vacat, admin. int. Jos. Srb
- 1873   Franc. Černohouz, n. 22. 2. 1830 Turnau, o. 25. 7. 1853, † 26. 7. 1890
- 1891   Jos. Pavec, n. 21. 12. 1848 Ounice, o. 22. 7. 1881, † 10. 10. 1916
- 1897   par. vacat, admin. int. Franc. Hlaváč
- 1898   Eduard. Mattes, n. 1. 3. 1862 Mn. Hradiště, o. 16. 5. 1886, † 23. 12. 1944
- 1912   par. vacat admin. excurr. Jos. Kříž
- 1913   Emmanuel Čvančar, n. 10. 3. 1862 Brandýs n. L., o. 5. 7. 1887, † 20. 4. 1931
- 1931   par. vacat admin. excurr. Paul. Jirounek
- 1932   par. vacat admin. excurr. Jos. Brož
- 1939   par. vacat admin. excurr. Joann. Kolář
- 1. 7. 1944 par. vacat, admin. excurr. Václav Hataš
- 1. 8.  1945   Jan Onderka
- 1. 8.  1946   Emil Brůna
- 1. 9.  1947   Karel Kahoun
- 21. 5. 1951  Jan Železník
- 1. 9. 1959  Martin Černý
- 1. 7.  1969   Karel Kahoun
- 7. 1.  2002    admin. ad tempus excurr. Jiří Veith
- 20. 2. 2004   Karel Kahoun
- 1. 8.  2004     Radek Jurnečka
- 1. 7.  2010     Pavel Mach, admin. exc. z Mnichovo Hradiště[2]

Kromě kněží stojících v čele farnosti, působili ve farnosti v průběhu její historie i jiní kněží. Většinou pracovali jako farní vikáři, kaplani, katecheté, výpomocní duchovní aj.

## Území farnosti
Do farnosti náleží území obce:
- Býčina
- Kněžmost (Fürstenbruck)[p 2]
- Srbsko
- Suhrovice
- Žantov

## Římskokatolické sakrální stavby a místa kultu na území farnosti
| | Fotografie | Stavba                        | Místo    | Bohoslužby                      | Zeměpisné souřadnice            | Status       | Číslo kulturní památky                       |
| Kostel | Kostel     | Kostel                        | Kostel   | Kostel                          | Kostel                          | Kostel       | Kostel                                       |
| --- | ---------- | ----------------------------- | -------- | ------------------------------- | ------------------------------- | ------------ | -------------------------------------------- |
| 1. |            | Kostel sv. Františka z Assisi | Kněžmost | bližší informace o bohoslužbách | 50°29′20″ s. š., 15°2′23″ v. d. | farní kostel | 31019/2-1588 (Pk•MIS•Sez•Obr•WD) (Q18523924) |
| Některé drobné sakrální stavby a pamětihodnosti lze dohledat zde v databázi Drobné sakrální památky Zaniklé sakrální stavby lze dohledat zde v databázi Poškozené a zničené kostely, kaple a synagogy v České republice |            |                               |          |                                 |                                 |              |                                              |

Ve farnosti se mohou nacházet i další drobné sakrální stavby, místa římskokatolického kultu a pamětihodnosti, které neobsahuje tato tabulka.

## Příslušnost k farnímu obvodu
Z důvodu efektivity duchovní správy byl vytvořen farní obvod (kolatura) farnosti Mnichovo Hradiště, jehož součástí je i farnost Kněžmost, která je tak spravována excurrendo.

## Galerie

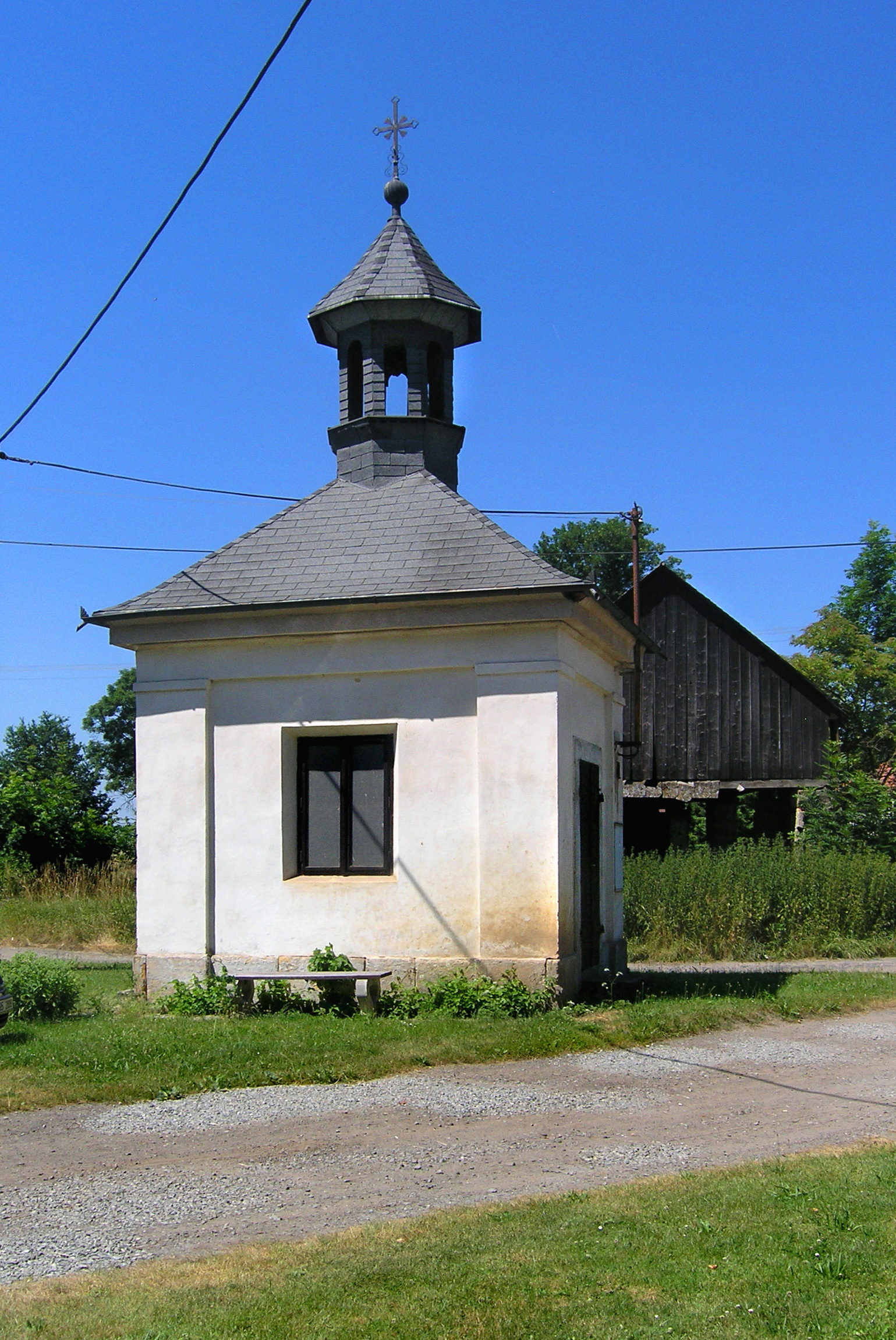
Kaplička v Býčině
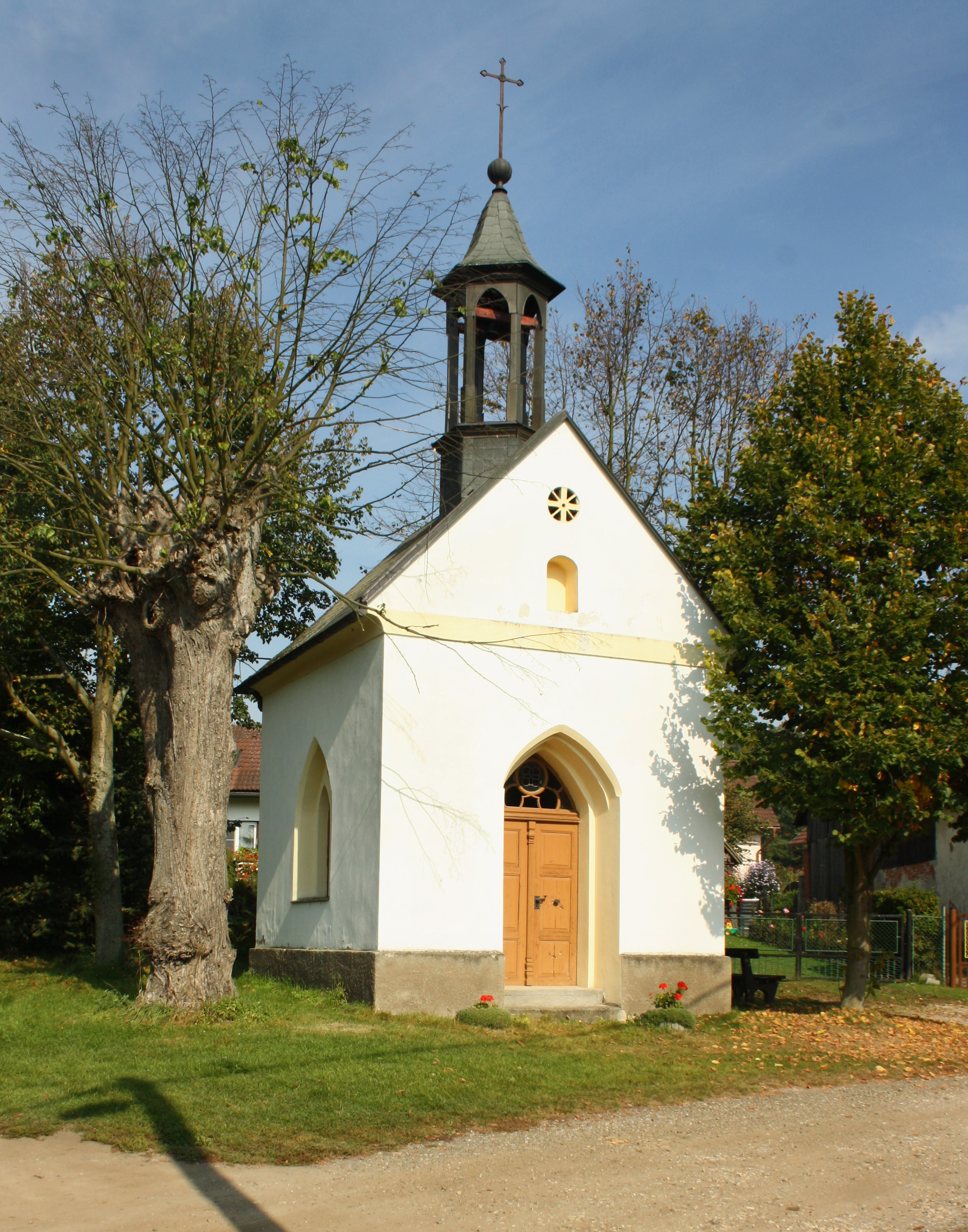
Kaplička na návsi v Srbsku